# Jakow Bykin
Jakow Borisowicz (Bierkowicz) Bykin (ros. Яков Борисович (Беркович) Быкин, ur. 1888 w guberni witebskiej, zm. 10 lutego 1938) – radziecki działacz partyjny, zastępca członka KC WKP(b) (1934-1937).
Urodzony w rodzinie żydowskiej, 1904-1911 był członkiem Bundu, a od 1912 SDPRR(b), 1912-1918 przebywał na emigracji w Szwajcarii, 1918 wrócił do Rosji. Od 1919 działacz związkowy i partyjny w Białoruskiej SRR, do 14 października 1922 kierownik Wydziału Agitacyjno-Propagandowego Centralnego Biura Komunistycznej Partii (bolszewików) Białorusi, od 19 lutego 1922 do 20 marca 1923 członek Centralnego Biura KP(b)B, od 20 marca do 14 października 1922 członek Prezydium tego biura. Od października 1922 do stycznia 1925 sekretarz odpowiedzialny woroneskiego gubernialnego komitetu RKP(b), następnie instruktor KC RKP(b)/WKP(b), od października 1927 do 1929 i od czerwca do grudnia 1929 sekretarz odpowiedzialny jarosławskiego gubernialnego komitetu WKP(b), od 19 grudnia 1927 do 26 stycznia 1934 członek Centralnej Komisji Rewizyjnej WKP(b). Od lutego 1930 do 6 października 1937 sekretarz odpowiedzialny/I sekretarz Baszkirskiego Komitetu Obwodowego WKP(b), od 10 lutego 1934 do 12 października 1937 zastępca członka KC WKP(b). 15 marca 1935 odznaczony Orderem Lenina.
16 października 1937 aresztowany, następnie rozstrzelany. 14 marca 1956 pośmiertnie zrehabilitowany.